# Svidd Neger
Svidd Neger – album norweskiego zespołu muzycznego Ulver, zawierający muzykę do norweskiego filmu Svidd Neger w reżyserii Erika Smith-Meyera. Został wydany 4 listopada 2003 roku przez niezależną wytwórnię płytową Jester Records.

## Lista utworów
1. "Preface" - 1:42
2. "Ante Andante" - 0:53
3. "Comedown" - 2:19
4. "Surface" - 3:17
5. "Somnam" - 2:41
6. "Wild Cat" - 2:32
7. "Rock Massif Pt. I" - 1:41
8. "Rock Massif Pt. II"	2:05
9. "Poltermagda" - 0:28
10. "Mummy" - 1:02
11. "Burn the Bitch" - 0:52
12. "Sick Soliloquy" - 0:21
13. "Waltz of King Karl"	3:17
14. "Sadface" - 2:43
15. "Fuck Fast" - 0:20
16. "Wheel of Conclusion" - 6:26

## Twórcy
- Kristoffer "Trickster G." Rygg - instrumenty klawiszowe
- Tore Ylwizaker - instrumenty klawiszowe, pianino
- Jørn H. Sværen - perkusja